# 弗洛朗日
弗洛朗日（法語：Florange，法語發音：[flɔʁɑ̃ʒ]；洛林法兰克语：Fléischéngen）是法国摩泽尔省的一个市镇，位于该省西北部，蒂永维尔市区以南，属于蒂永维尔区。

## 地理
弗洛朗日（49°19'17"N, 6°7'6"E）面积13.16 平方千米，位于法国大東部大區摩泽尔省，该省份为法国东北部内陆省份，是洛林的一部分，西南接默尔特-摩泽尔省，东临下莱茵省，北与卢森堡和德国接壤。
与弗洛朗日接壤的市镇（或旧市镇、城区）包括：泰尔维尔、法梅克、阿扬日、伊朗日、瑟雷芒日-埃尔藏日、蒂永维尔、于康日。
弗洛朗日的时区为UTC+01:00、UTC+02:00（夏令时）。

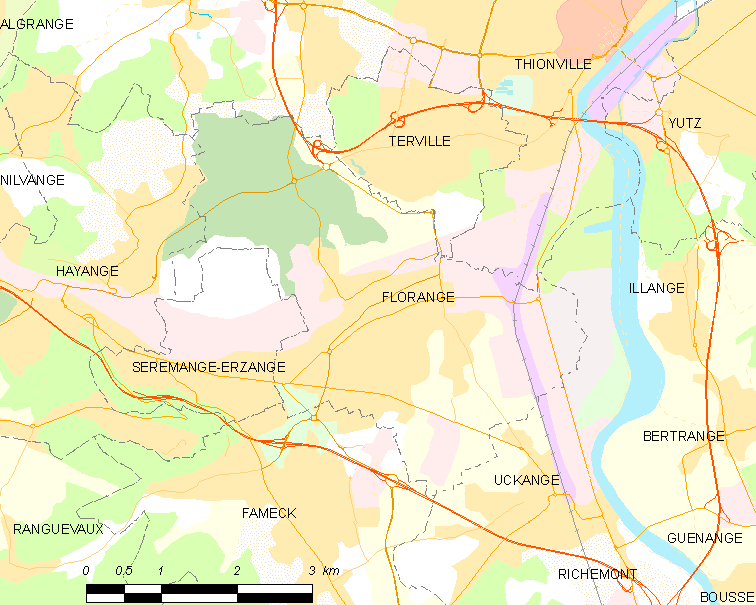
弗洛朗日的OSM定位图

## 行政
弗洛朗日的邮政编码为57190，INSEE市镇编码为57221。

## 政治
弗洛朗日所属的省级选区为法梅克县。

## 人口

1962-2008年间弗洛朗日人口变化图示

弗洛朗日于2022年1月1日时的人口数量为11891人。